# Juden in Hochkirchen

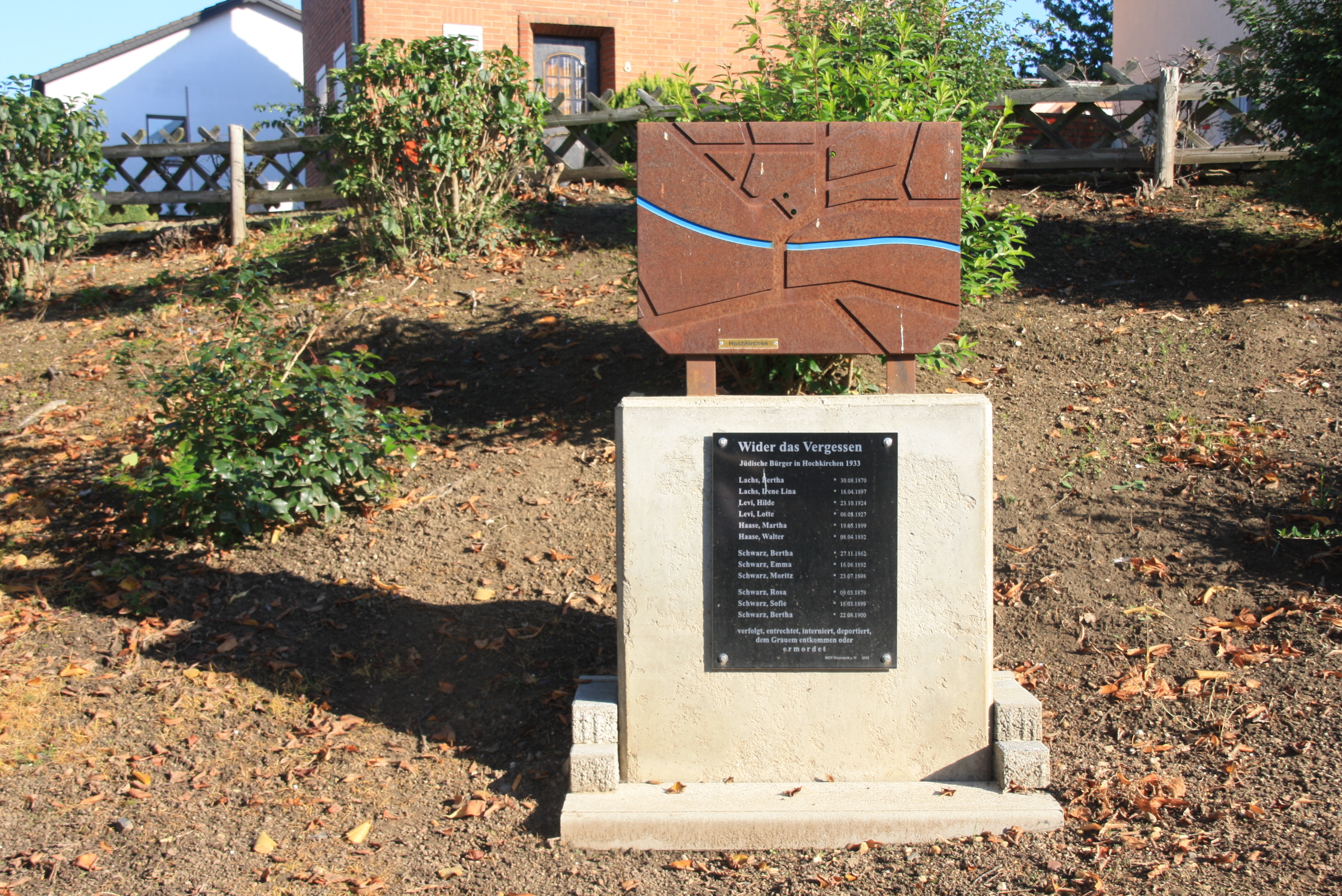
Das Mahnmal

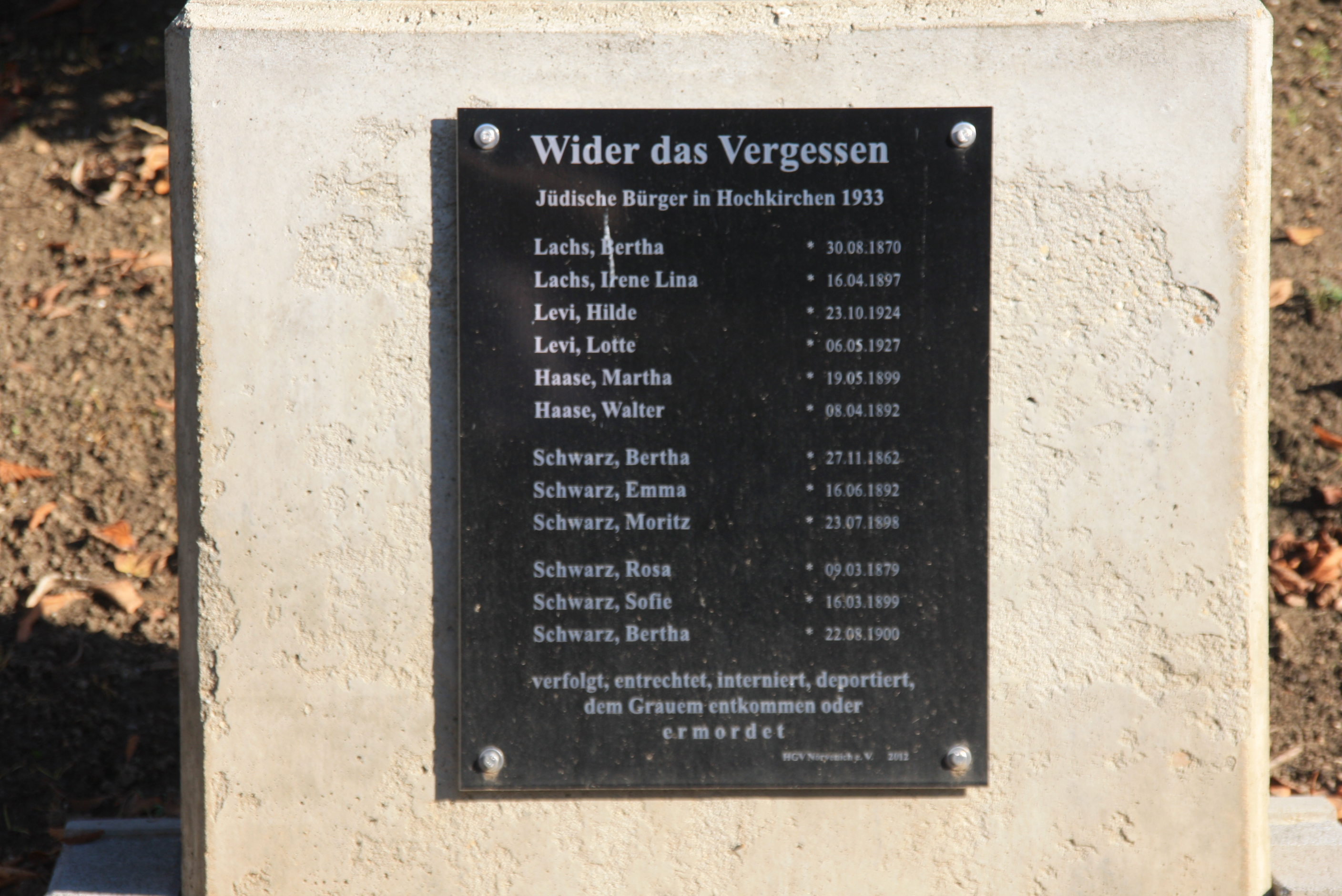
Die Gedenktafel am Mahnmal

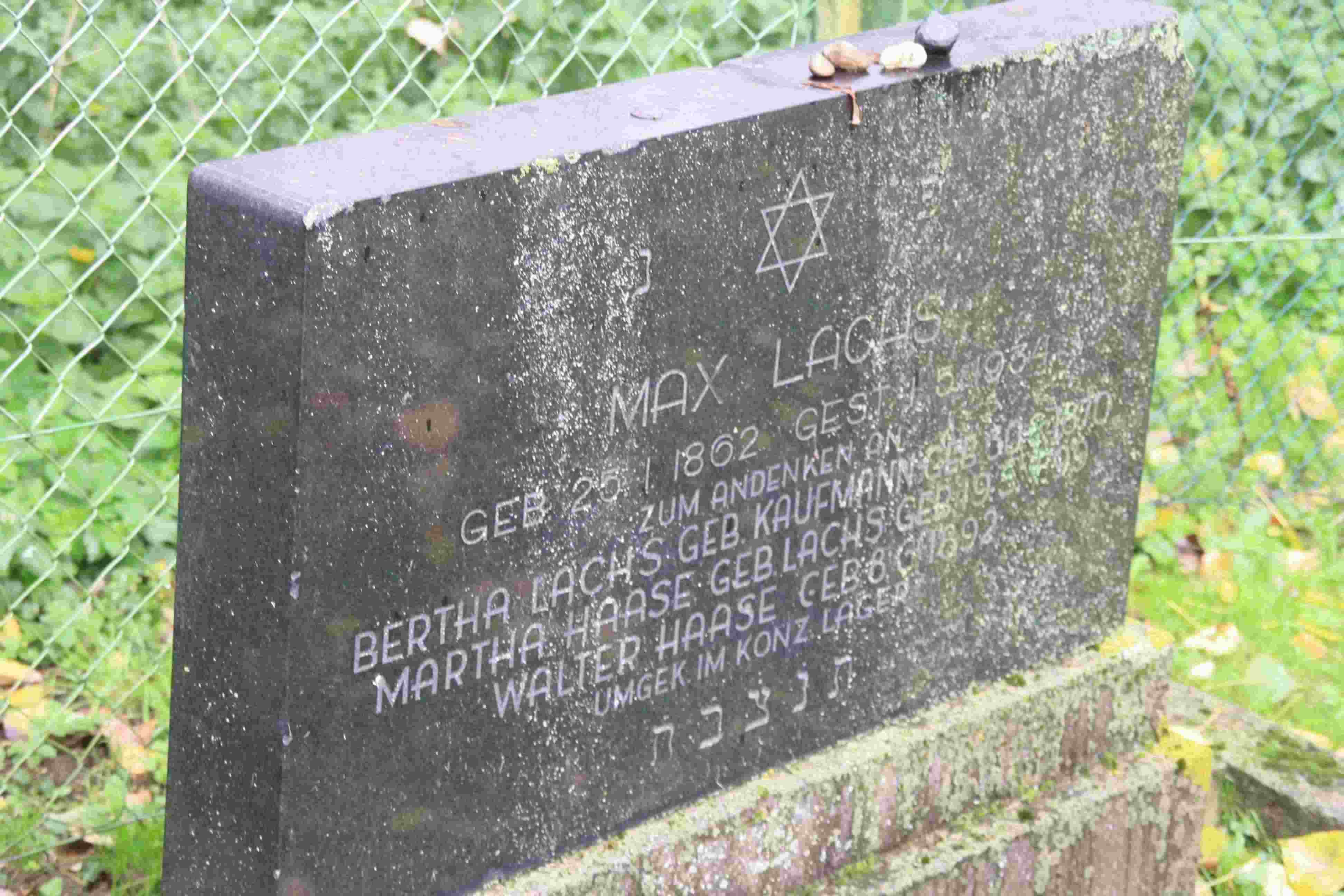
Mazewa Max Lachs auf dem Friedhof in Lüxheim

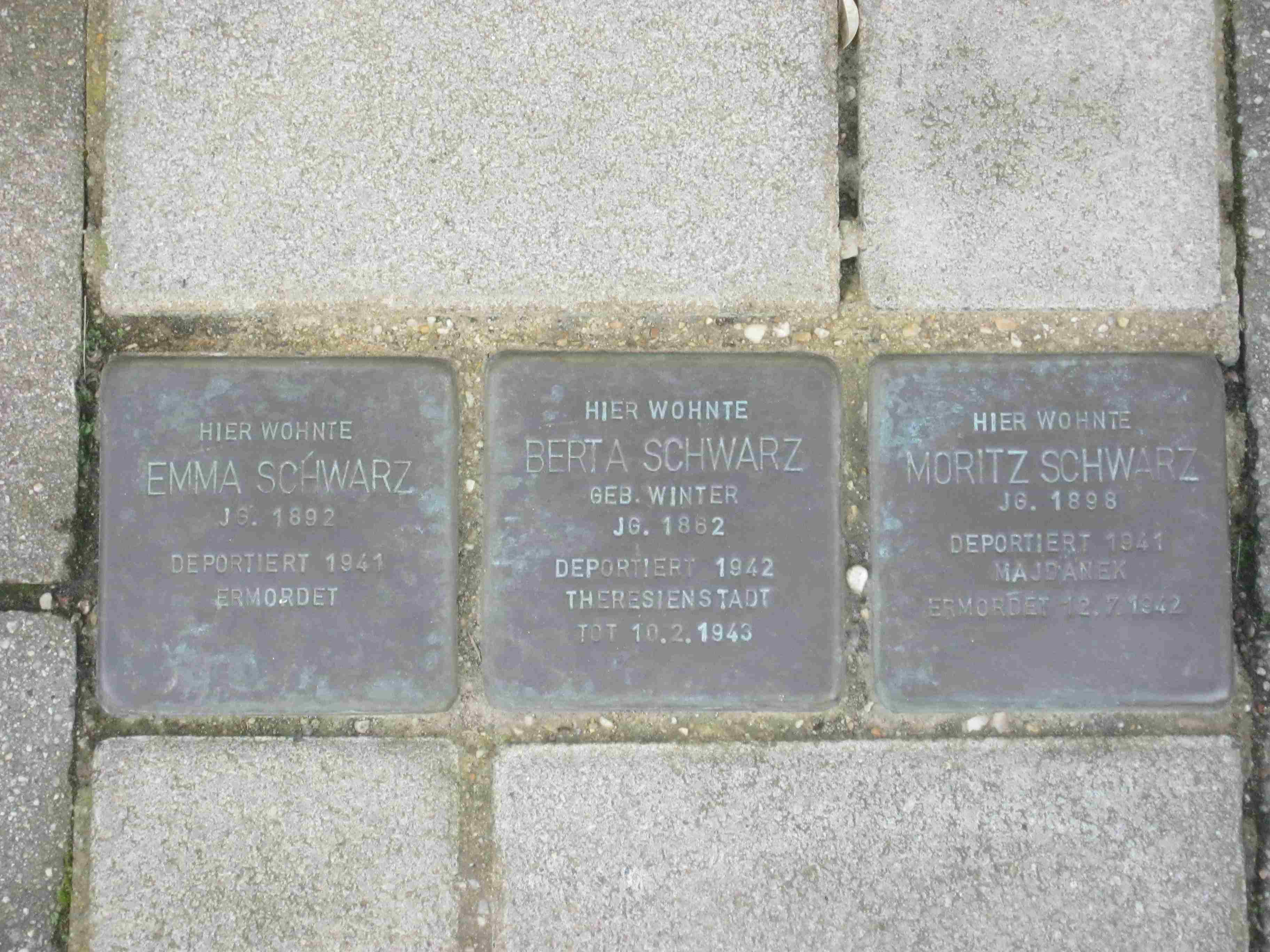
Die drei Stolpersteine

Juden in Hochkirchen beschreibt das Leben einer religiösen Minderheit in Hochkirchen, einem Ortsteil der Gemeinde Nörvenich im Kreis Düren, Nordrhein-Westfalen.
In der Gemeinde Nörvenich lebten nur in zwei Orten Juden, nämlich im Zentralort Nörvenich und im kleinen Ortsteil Hochkirchen. Der Ort hat seit Anfang des 20. Jahrhunderts durchschnittlich 350–400 Einwohner, wovon zuletzt 13 jüdischen Glaubens waren. Die nächstgelegene Synagoge mit dem heute noch bestehenden jüdischen Friedhof war im etwa drei Kilometer entfernten Ort Lüxheim, der heute zur Gemeinde Vettweiß gehört. Seit wann Juden in Hochkirchen lebten, ist nicht mehr feststellbar.
Während der Novemberpogrome 1938 erschien am 10. November 1938 auch in Hochkirchen ein Zerstörungstrupp der Nazis. Die Männer überfielen das Haus der Familie Lachs/Haase in der Dorweilerstraße. Sie zertrümmerten alle Fensterscheiben und die Inneneinrichtung. Außerdem wurde die Ware (Lebensmittel, Bäckerei etc.) im Geschäft zerstört. Die Anwohner waren entsetzt, schritten aber, wie fast überall, aus Angst nicht ein. Die beiden anderen jüdischen Familien blieben von den Ausschreitungen verschont.
Im Jahr 1941 bekamen die jüdischen Personen sogenannte Umzugsanordnungen. Damit verbunden wurde, im Auftrag der Gestapo, „die Sicherstellung der Häuser zur vollständigen Erfassung und anderweitigen Vergabe durch die zuständigen Behörden“. Diese Enteignung und der Umzug betraf die Familien Lachs/Haase, Bertha Schwarz und die Rosa Schwarz.
Die Witwe Rosa Schwarz wurde am 14. Oktober 1941 nach Lendersdorf, Schneidhausener Weg 15, abgemeldet. Dort befand sich das Sammellager Thuirsmühle. Sophie Schwarz zog am 3. Oktober 1941 nach Düren, Oberstraße 76 b, in das Sammellager Gerstenmühle. Bertha Schwarz zog 1941 nach Aachen um. Diese Familie Schwarz hatte im eigenen Haus in der Neffeltalstraße gewohnt.
Bertha Schwarz, die Witwe des 1940 verstorbenen Kaufmanns Philipp Schwarz, und Emma Schwarz kamen am 3. Oktober 1941 auch in das Lager Gerstenmühle nach Düren. Moritz Schwarz war schon am 2. Juli 1941 in das Lager von Walheim in Kornelimünster. Diese Familie Schwarz wohnte zur Miete in der Kirchstraße.
Die Witwe Bertha Lachs, ihr Schwiegersohn Walter Haase und ihre Tochter Martha Haase kamen im Oktober 1941 in die Gerstenmühle.
Von dort musste Bertha Lachs in das Jülicher Judenhaus Villa Buth einziehen. Am 26. Juli 1942 wurde sie von Aachen über Düsseldorf nach Theresienstadt deportiert. Die Familie hatte bis 1941 in ihrem eigenen Haus in der Dorweilerstraße gelebt.
Irene Levi, Hildegard Levi und Lotte Levi waren bereits im April 1939 nach Manchester in England ausgewandert.
Die 1879 geborene Witwe Berta Kratz wurde am 14. Oktober 1941 in die Gerstenmühle umgemeldet. Sie war erst einen Monat vorher von Nideggen zur Familie Lachs/Haase gezogen.
Im Juli 1942 notierte der Lehrer Ferdinand Schwarz in der Schulchronik: Im Laufe des Herbstes 1941 sind wir in Hochkirchen endlich die hier ansässigen Juden losgeworden. Die Wohnungen wurden Volksgenossen zugewiesen, die in schlechten Wohnverhältnissen lebten.
Lotte Levy besuchte 1987 die Familie Poensgen, bei der sie gelebt hatte. Sie und ihre Schwester Hilde hielten noch jahrelang Kontakt nach Hochkirchen. Alle, die in Sammellager gebracht worden waren, sind in Vernichtungslagern ermordet worden.
Am 18. November 2012 wurde an der Einmündung Neffeltalstraße/Dorweilerstraße/Weidbergstraße ein Mahnmal für die jüdischen Mitbürger und Mitbürgerinnen eingeweiht. Der Nörvenicher Heimat- und Geschichtsverein hatte das Mahnmal angeregt und errichtet. Der Entwurf stammt vom Künstler Lajos Tar.
In der Kirchstraße liegen die einzigen Stolpersteine in der Gemeinde zum Gedenken an Emma, Berta und Moritz Schwarz.